# Shavit

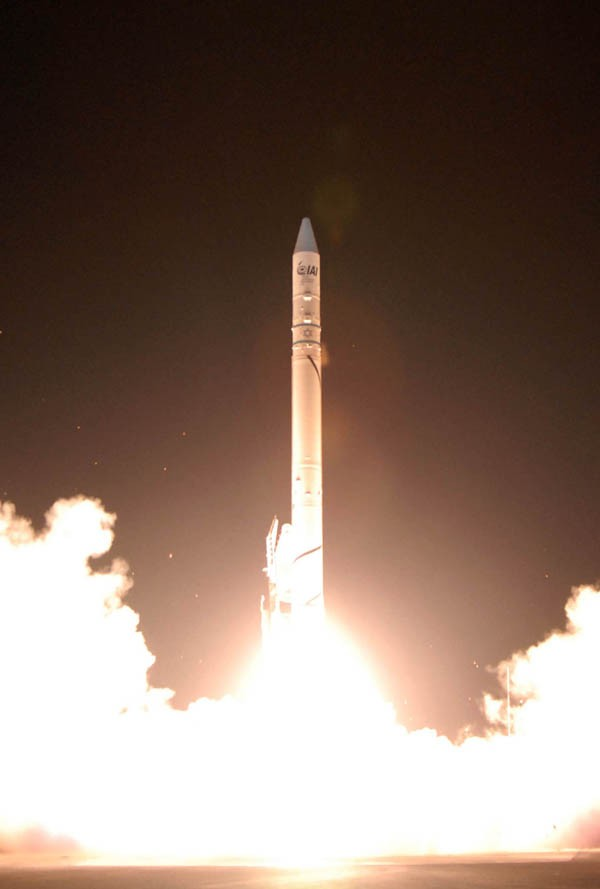
Le satellite de reconnaissance Ofek-7 lancé par une fusée Shavit-2 (2007)

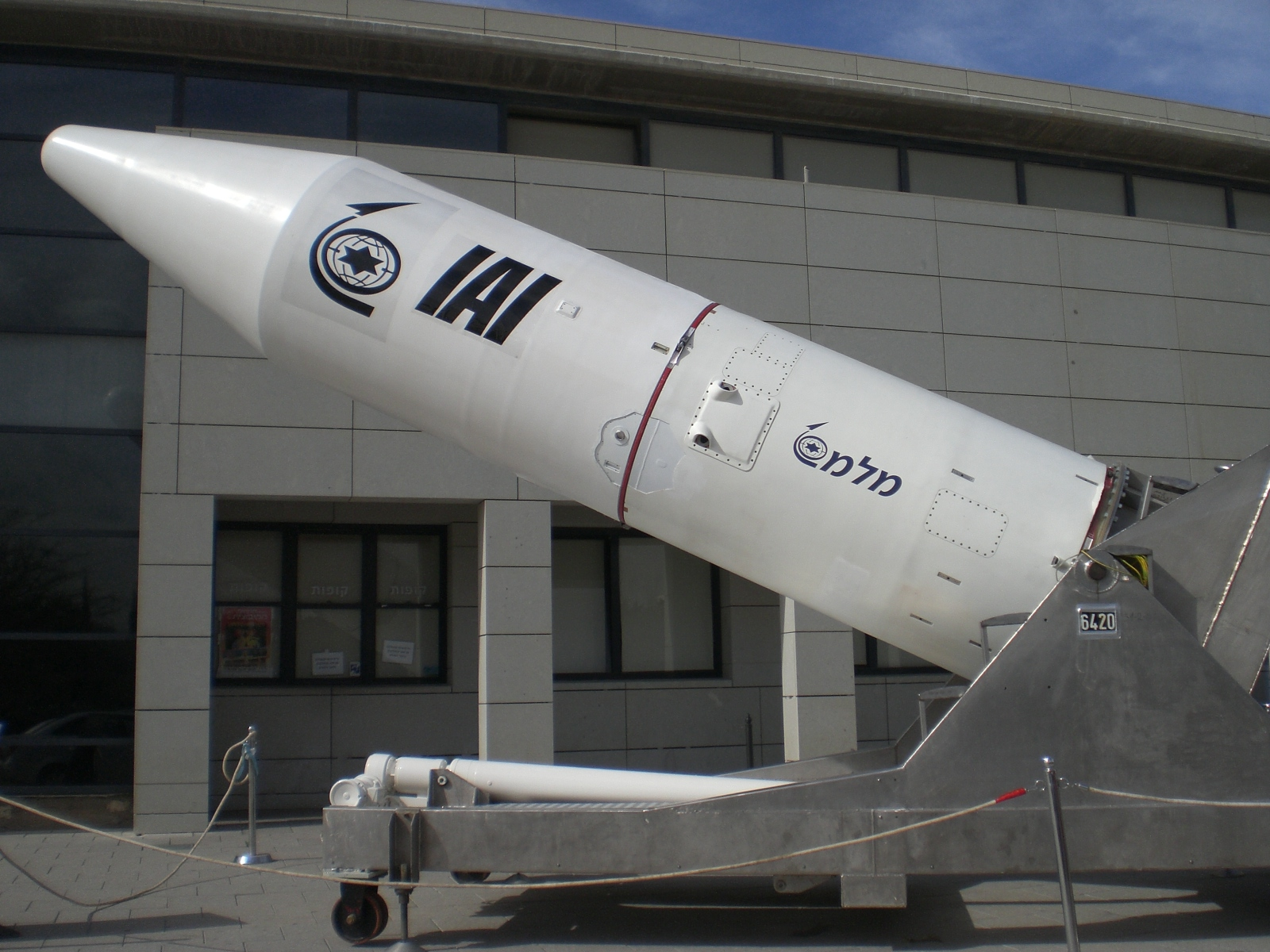
Troisième étage et coiffe du lanceur

Shavit (comète en hébreu, on trouve aussi la translittération Savit) est un lanceur léger israélien, dérivé du missile Jéricho II. Il comporte trois étages utilisant tous une propulsion à propergol solide. Plusieurs versions de puissance croissante ont été développées : dans sa dernière version Shavit 2 il est capable de placer environ 300 kg sur une orbite polaire. Le premier lancement, qui a eu lieu en 1988, a permis de placer en orbite Ofeq 1, le premier satellite artificiel israélien. Le Shavit est utilisé pour lancer les satellites de reconnaissance israéliens : en 2014 le lanceur totalisait 9 lancements dont 2 échecs. Le Shavit est tiré depuis la base aérienne de Palmachim située sur la côte israélienne. Pour ne pas survoler le territoire des pays voisins le lanceur est tiré vers l'ouest et place ses satellites sur une orbite rétrograde.

## Historique
À l'origine du lanceur Shavit, on trouve le missile balistique à moyenne portée israélien Jericho- 2 développé à la fin des années 1970 par Israël. Sur la base de ce missile un lanceur, le  RSA-3, est réalisé  avec l'Afrique du Sud mais ce programme est interrompu en 1994. Les développements se poursuivent en Israël et la première version du Shavit est tirée depuis la base aérienne de Palmachim le 19 septembre 1988 en réussissant à placer en orbite le premier satellite israélien Ofek-1. Le lanceur est par la suite rallongé pour gagner en puissance. À la fin des années 1990, une version commerciale baptisée LK-X est envisagée en coopération avec la société américaine Coleman Research Corp  qui a participé à la conception du Shavit. Mais ce projet n'a pas de suite. Le Shavit est utilisé exclusivement pour placer en orbite les satellites de reconnaissance israélien avec une fréquence de tir très espacée.

## Caractéristiques techniques
Le Shavit est un lanceur à trois étages. Ceux-ci utilisent tous une propulsion à propergol solide brulant du HTPB. Ls deux premiers étages, d'une masse comprise entre 10  et   14 tonnes, dérivent du missile Jericho-2 : ils ne diffèrent que par longueur de la tuyère qui est plus allongée sur le second étage pour prendre en compte son fonctionnement dans le vide. Le premier étage est stabilisé par un empennage et des gouvernes qui agissent sur la direction de la poussée des gaz éjectés. Le contrôle d'attitude du deuxième étage est pris en charge par de petits propulseurs auxiliaires dédiés. L'enveloppe des deux étages est réalisée en composite graphite/époxy. Le troisième étage, développé par la société Rafael, est de forme sphérique et réalisé en titane. Il pèse 2,6 tonnes et est stabilisé par rotation. Trois versions du lanceur ont été développées. Les capacités de la version initiale ont été améliorées dans la version Shavit-1 en allongeant le premier étage de 1,8 mètre. La version Shavit-2 utilise un second étage bénéficiant du même allongement. Ces évolutions ont fait passer la masse de 23  à   31 tonnes, la longueur de 1,7  à   22 m et la charge utile pour l'orbite polaire de 160 kg à 350 kg. La coiffe haute de 4,37 m a un diamètre de 1,35 m. et une masse de 57 kg,.

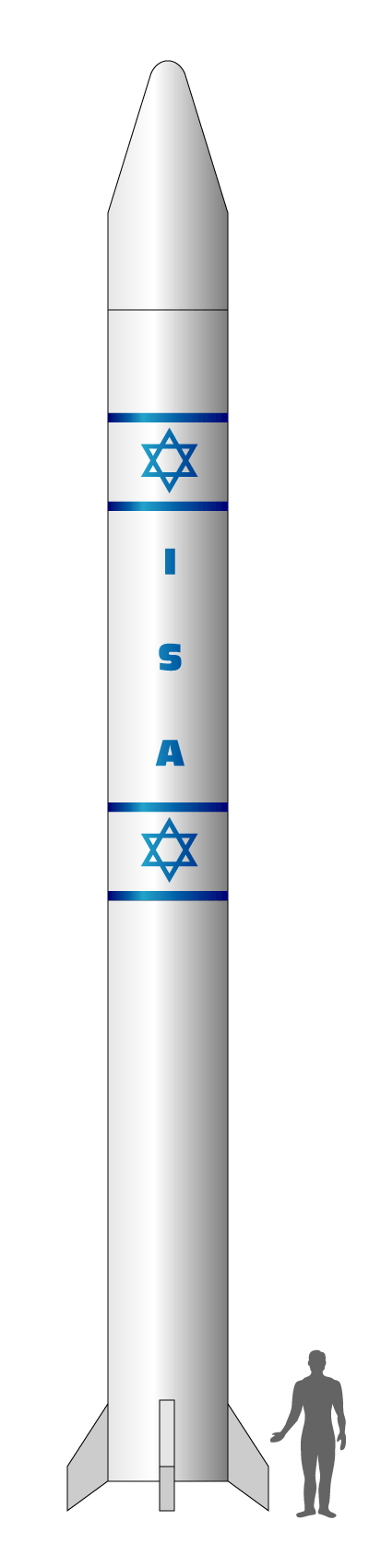
Schéma du lanceur

| Version du lanceur            | Version du lanceur            | Shavit            | Shavit-1          | Shavit-2           |
| ----------------------------- | ----------------------------- | ----------------- | ----------------- | ------------------ |
| Charge utile (orbite polaire) | Charge utile (orbite polaire) | 160 kg            | 225 kg            | 350 kg             |
| Longueur                      | Longueur                      | 17,7 m            | 19,7 m            | 22,1 m             |
| Masse totale                  | Masse totale                  | 23,4 t            | 27,3 t.           | 31,1 t.            |
| 1er étage                     | Désignation                   | ATSM-9            | ATSM-13           | ATSM-13            |
| 1er étage                     | Longueur                      | 5,244 m           | 7,244 m           | 7,244 m            |
| 1er étage                     | Diamètre                      | 1,35 m            | 1,35 m            | 1,35 m             |
| 1er étage                     | Masse (dont propergol)        | 10,215 t (9,1 t.) | 13,99 t (12,75 t) | 13,99 t (12,75 t)  |
| 1er étage                     | Propergol                     | propergol solide  | HTPB              | HTPB               |
| 1er étage                     | Poussée                       | 413 kN            | 554 kN            | 554 kN             |
| 1er étage                     | Impulsion spécifique          |                   |                   |                    |
| 1er étage                     | Durée de fonctionnement       | 52 s              | 55,4 s            | 55,4 s             |
| 1er étage                     | Matériau                      | Graphite/époxy    | Graphite/époxy    | Graphite/époxy     |
| 1er étage                     | Autre caractéristique         |                   |                   |                    |
| 2e étage                      | Désignation                   | ATSM-9            | ATSM-9            | ATSM-13            |
| 2e étage                      | Longueur                      | 5,67 m            | 5,67 m            | 5,67 m             |
| 2e étage                      | Diamètre                      | 1,35 m            | 1,35 m            | 1,35 m             |
| 2e étage                      | Masse (dont propergol)        | 10,388 t (9,1 t.) | 10,388 t (9,1 t.) | 14,126 t (12,75 t) |
| 2e étage                      | Propergol                     | propergol solide  | HTPB              | HTPB               |
| 2e étage                      | Poussée                       | 471,1 kN          | 471,1 kN          | 629,3 kN           |
| 2e étage                      | Impulsion spécifique          |                   |                   |                    |
| 2e étage                      | Durée de fonctionnement       | 52 s              | 52 s              | 55,4 s             |
| 2e étage                      | Matériau                      | Graphite/époxy    | Graphite/époxy    | Graphite/époxy     |
| 2e étage                      | Autre caractéristique         |                   |                   |                    |
| 3e étage                      | Désignation                   | Rafael            | Rafael            | Rafael             |
| 3e étage                      | Longueur                      | 2,4 m             | 2,4 m             | 2,4 m              |
| 3e étage                      | Diamètre                      | 1,3 m             | 1,3 m             | 1,3 m              |
| 3e étage                      | Masse (dont propergol)        | 2,574 t (1,89 t)  | 2,574 t (1,89 t)  | 2,574 t (1,89 t)   |
| 3e étage                      | Propergol                     | propergol solide  | HTPB              | HTPB               |
| 3e étage                      | Poussée                       | 58,8 kN           | 60,4 kN           | 60,4 kN            |
| 3e étage                      | Impulsion spécifique          |                   |                   |                    |
| 3e étage                      | Durée de fonctionnement       | 92 s              | 90,5 s            | 90,5 s             |
| 3e étage                      | Matériau                      | Titane            | Titane            | Titane             |
| 3e étage                      | Autre caractéristique         |                   |                   |                    |

## Mise en œuvre
Tous les tirs ont lieu depuis la base aérienne de Palmachim située sur la côte méditerranéenne d'Israël à une vingtaine de km de Tel-Aviv. Pour ne pas survoler le territoire des pays voisins la fusée Shavit est tirée vers l'ouest et place ses satellites sur une orbite rétrograde qui pénalise les performances du lanceur car celui-ci ne bénéficie pas de la vitesse de rotation de la Terre. Le lanceur est utilisé pour placer en orbite des satellites de reconnaissance.
| Date de lancement (UTC) | Version lanceur | Charge utile       | Type                                | Orbite / inclinaison      | Masse  | Identifiant COSPAR | Remarque                            |
| ----------------------- | --------------- | ------------------ | ----------------------------------- | ------------------------- | ------ | ------------------ | ----------------------------------- |
| 19 septembre 1988       | Shavit          | Ofek-1             | Satellite expérimental              | 248 × 1 170 km / 142.8°   | 157 kg | 1988-087A          | Succès, premier satellite israélien |
| 3 avril 1990            | Shavit          | Ofek-2             | Satellite expérimental              | 209 × 1 577 km / 143.2°   | 160 kg | 1990-027A          | Succès                              |
| 5 avril 1995            | Shavit-1        | Ofek-3             | Satellite de reconnaissance optique | 368 x 730 km / 143,4°     |        | 1995-018A          | Succès                              |
| 22 janvier 1998         | Shavit-1        | Ofek-4             | Satellite de reconnaissance optique |                           |        |                    | Échec lanceur                       |
| 28 mai 2002             | Shavit-1        | Ofek-5             | Satellite de reconnaissance optique | 369 x 770 km / 143,5°     |        | 2002-025A          | Succès                              |
| 6 septembre 2004        | Shavit-1        | Ofek-6             | Satellite de reconnaissance optique |                           |        |                    | Échec 3e étage                      |
| 11 juin 2007            | Shavit-2        | Ofek-7             | Satellite de reconnaissance optique | 454 x 560 km / 142°       | 300 kg | 2007-025A          | Succès                              |
| 22 juin 2010            | Shavit-2        | Ofek-9             | Satellite de reconnaissance optique |                           | 300 kg | 2010-031A          | Succès                              |
| 9 avril 2014            | Shavit-2        | TecSAR 2 (Ofek-10) | Satellite de reconnaissance radar   | Orbite polaire rétrograde | 260 kg | 2014-019A          | Succès                              |
| 13 septembre 2016       | Shavit-2        | Ofek-11            | Satellite d'observation de la terre |                           |        | 2016-056A          | Succès                              |
| 6 juillet 2020          | Shavit-2        | Ofek-16            | Satellite d'observation de la terre |                           |        | 2020-044A          | Succès                              |
| 28 mars 2023            | Shavit-2        | Ofek-13            | Satellite d'observation de la terre |                           |        | 2023-044A          | Succès                              |